# 乌席·迪斯尔
乌席·迪斯尔（德語：Uschi Disl，1970年11月15日—），德国女子冬季两项运动员。她曾代表德国参加1992年、1994年、1998年、2002年和2006年冬季奥林匹克运动会冬季两项比赛，获得二枚金牌、四枚银牌和三枚铜牌。